# Tatsuya Sakai
Tatsuya Sakai (坂井 達弥 Sakai Tatsuya?), född 19 november 1990, är en japansk fotbollsspelare som spelar för Montedio Yamagata.
Sakai debuterade för Japans landslag den 5 september 2014 i en 2–0-förlust mot Uruguay.